# 中国传世经典名剧

DVD封面

《中国传世经典名剧》是以京剧、评剧、越剧、黄梅戏、豫剧、晋剧等戏剧中的戏剧精品为题材改编的电视电影。本剧拟定拍摄100集，囊括中国十大古典悲剧、中国十大古典喜剧、中国十大古典公案剧三大系列，实际拍摄39集。
本剧由浙江长城影视、绍兴电视台投资拍摄，2002年8月28日在浙江省横店影视城开机拍摄.年过八十的老编剧顾锡东说“我这么一大把年纪了，不求名，也不求利，只是要为这个功德无量的文化遗产抢救工程，再拼下命，这是我最后的拼搏”。演员也普遍是低报酬，但仍有张丰毅、陈宝国、王刚、宁静、谢园、陶泽如、王庆祥、李湘、史兰芽等演员参与，由导演苏舟执导。
本系列于2005年在CCTV-6有过播出。

## 单元表

### 桃花扇
- 剧集：4集
- 演员：
  - 李琳 饰演 李香君
- 剧情：与传统戏剧相同，李香君和侯方域在国破之后双双出家，悲剧结局。

### 牡丹亭
- 剧集：4集
- 剧情：与传统戏剧相同，但并无柳梦梅中状元的情节，喜剧结局。

### 碧玉簪
- 剧集：3集
- 剧情：与传统戏剧相同，喜剧结局。

### 西厢记
- 剧集：3集
- 剧情：与传统戏剧相同，喜剧结局。

### 拜月亭
- 剧集：3集
- 演员：
  - 宁静 饰演 王瑞兰
  - 耿乐 饰演 蒋世隆
- 剧情：与传统戏剧相同，喜剧结局。

### 王老虎抢亲
- 剧集：2集
- 演员：
  - 王刚 饰演 王老虎
- 剧情：与传统戏剧相同，喜剧结局。

### 琵琶记
- 剧集：2集
- 剧情：与传统戏剧的大团圆式剧情不同，赵五娘一路行乞进京寻夫见其与牛丞相之女牛惜春成亲，心灰意冷，溺水自尽。蔡伯喈大受刺激，从此疯癫，牛惜春仍对他不离不弃，但蔡伯喈最终未能清醒。悲剧结局。

### 窦娥冤
- 剧集：3集
- 演员：
  - 苏瑾 饰演 窦娥
  - 鲍国安 饰演 窦天章
  - 韩影 饰演 蔡婆
- 剧情：与传统戏剧相同，只是将三年后窦天章才来翻案改为在窦娥被斩之后，楚州大旱三年未能在剧中展现。悲剧结局。

### 十五贯
- 剧集：5集
- 剧情：除了熊友兰与苏戌娟二人冤案外，另有熊友兰之第熊友蕙和候珊姑二人的冤案。喜剧结局。

### 四进士
- 剧集：3集
- 剧情：与传统戏剧相同，喜剧结局。

### 团圆之后
- 剧集：2集
- 演员：
  - 陶泽如
  - 佟瑞欣
- 剧情：与传统戏剧相同，悲剧结局。

### 胭脂
- 剧集：2集
- 剧情：与传统戏剧相同，喜剧结局。

### 玉堂春
- 剧集：3集
- 演员：
  - 廖学秋

## 链接
- 电视剧《中国传世经典名剧》（页面存档备份，存于）于优酷网